# Стефан II (обраний папа)
У джерелах до 1960-х років цього папу іноді називають Стефан II, у той час як Стефана II іноді називають Стефан III
Стефан II (лат. Stephanus; пом. 25 березня 752) — священник, що був обраний дев'яносто другим папою Римським 22 березня 752, але так і не вступив на престол.
Стефан був священником у Римі. Обраний Папою Римським 22 березня 752 року. Проте помер через три дні після виборів від інсульту. Стефан не встиг пройти обряд висвячення на Папу Римського. Саме ця обставина призвела до того, що його не включено до офіційного списку Пап Римських (Annuario pontificio 1961) та інших офіційних списків Ватикану.